# Tereza Petržilková
Tereza Petržilková, née le 10 septembre 1993 à Strakonice (Tchéquie), est une athlète tchèque spécialiste du sprint.

## Carrière
Elle remporte la médaille de bronze du relais 4 x 400 m mixte aux Mondiaux 2023.

## Palmarès
| Date | Compétition                       | Lieu        | Place | Course          |
| ---- | --------------------------------- | ----------- | ----- | --------------- |
| 2019 | Jeux européens                    | Minsk       | 2e    | 4 x 400 m mixte |
| 2021 | Championnats d'Europe par équipes | Cluj-Napoca | 3e    | 4 x 400 m       |
| 2023 | Championnats d'Europe en salle    | Istanbul    | 6e    | 400 m           |
| 2023 | Championnats d'Europe en salle    | Istanbul    | 4e    | 4 x 400 m       |
| 2023 | Jeux européens                    | Chorzów     | 1re   | 4 x 400 m mixte |
| 2023 | Championnats du monde             | Budapest    | 3e    | 4 x 400 m mixte |